# Flachgerippte Herzmuschel
Die Flachgerippte Herzmuschel (Laevicardium crassum) ist eine Muschelart aus der Familie der Herzmuscheln (Cardiidae), die zur Ordnung der Cardiida gestellt wird.

## Merkmale

Rechte Klappe
Linke Klappe

Das gleichklappige, aber ungleichseitige, leicht aufgeblähte Gehäuse der Flachgerippten Herzmuschel wird ausgewachsen bis 75 mm hoch, und ist nur geringfügig kürzer. Es misst in der Dicke bis 45 mm. Die Formen aus dem Mittelmeer sind generell etwas kleiner als die Atlantikformen. Das Gehäuse ist schief abgerundet dreieckig bis eiförmig, die Form ist jedoch etwas variabel. Der Hinterrand ist länger und weniger stark gekrümmt als der Vorderrand. Der Ventralrand ist nur schwach gebogen (crassum-Form) oder stärker gebogen (gibba-Form). Der Wirbel liegt deutlich vor der Mitte der Gehäuselänge.
Das Schloss besteht in der rechten Klappe aus zwei Kardinalzähnen, von denen der vordere deutlich kleiner ist. Noch deutlich kleiner ist der obere der zwei vorderen Lateralzähne; es ist ein weiterer hinterer Lateralzahn vorhanden. In der linken Klappe sitzen ebenfalls zwei Kardinalzähne, von denen der hintere viel kleiner ist. Außerdem ist (meist) ein vorderer und ein hinterer Lateralzahn vorhanden. Unter dem vorderen Lateralzahn können kleine sekundäre Zähnchen ausgebildet sein, der hintere Lateralzahn kann reduziert sein oder fehlen. Die Mantellinie ist vollständig, ohne Mantelbucht. Das Ligament liegt außen und ist gebogen, oberhalb einer Nymphe.
Die Oberfläche weist 40 bis 50 feine radiale Linien auf. Sie sind zum Ventral- und Hinterrand am deutlichsten ausgebildet. Sie werden von feineren konzentrischen Linien und etwas deutlicheren Wachstumsunterbrechungen gekreuzt. Dadurch ergibt sich ein feines gitterartiges Muster. Der Gehäuserand ist gezähnt, die Zähnelung korrespondiert jedoch nicht unbedingt mit den feinen radialen Rippen; die Zähnelung ist gröber. Die Farbe reicht von dunkelbraun mit weißen Flecken bis zu einem hellen Grünton.
Das olivgrüne bis dunkelbraune Periostracum ist dünn und vor allem bei juvenilen Exemplaren blättert es leicht ab. Es ist matt and schwach glänzend mit mikroskopischen feinen konzentrischen Runzeln. Die feste Schale ist weiß mit blass rotbraunen Flecken auf der Außenseite; auf der Innenseite sind besonders um die Muskeleindrücke braune Flecken vorhanden. Der Weichkörper ist gelblichweiß mit einem leicht pinkfarbenen Mantel. Der kräftige Fuß ist lang und spitz auslaufend.
Laevicardium crassum

Rechte Klappe
Linke Klappe

Laevicardium crassum mediterraneum
- Rechte Klappe
- Linke Klappe

## Lebensweise, Vorkommen und Verbreitung
Die Flachgerippte Herzmuschel lebt flach eingegraben in siltig-sandigen bis grobkörnigen Sedimenten von der Gezeitenlinie bis in 183 m Tiefe. Sie ist von Südnorwegen bis Westafrika auf der Höhe der Kapverdischen Inseln verbreitet. Sie kommt auch in den Gewässern um die Kanarischen Inseln, die Azoren und Madeira sowie im Mittelmeer vor. Sie scheint auch in der südlichen Nordsee zu leben, obwohl hier die an Land gespülten Klappen meist subfossil sind.

## Taxonomie
Das Taxon wurde 1791 von Johann Friedrich Gmelin aufgestellt. Die Art wird heute zur Gattung Laevicardium gestellt.

## Belege

### Online
- Marine Bivalve Shells of the British Isles: Laevicardium crassum (Gmelin, 1791) (Website des National Museum Wales, Department of Natural Sciences, Cardiff)